# Pippuhana calcar
Pippuhana calcar is een spinnensoort in de taxonomische indeling van de buisspinnen (Anyphaenidae).
Het dier behoort tot het geslacht Pippuhana. De wetenschappelijke naam van de soort werd voor het eerst geldig gepubliceerd in 1931 door Elizabeth Bangs Bryant.